# Ebre

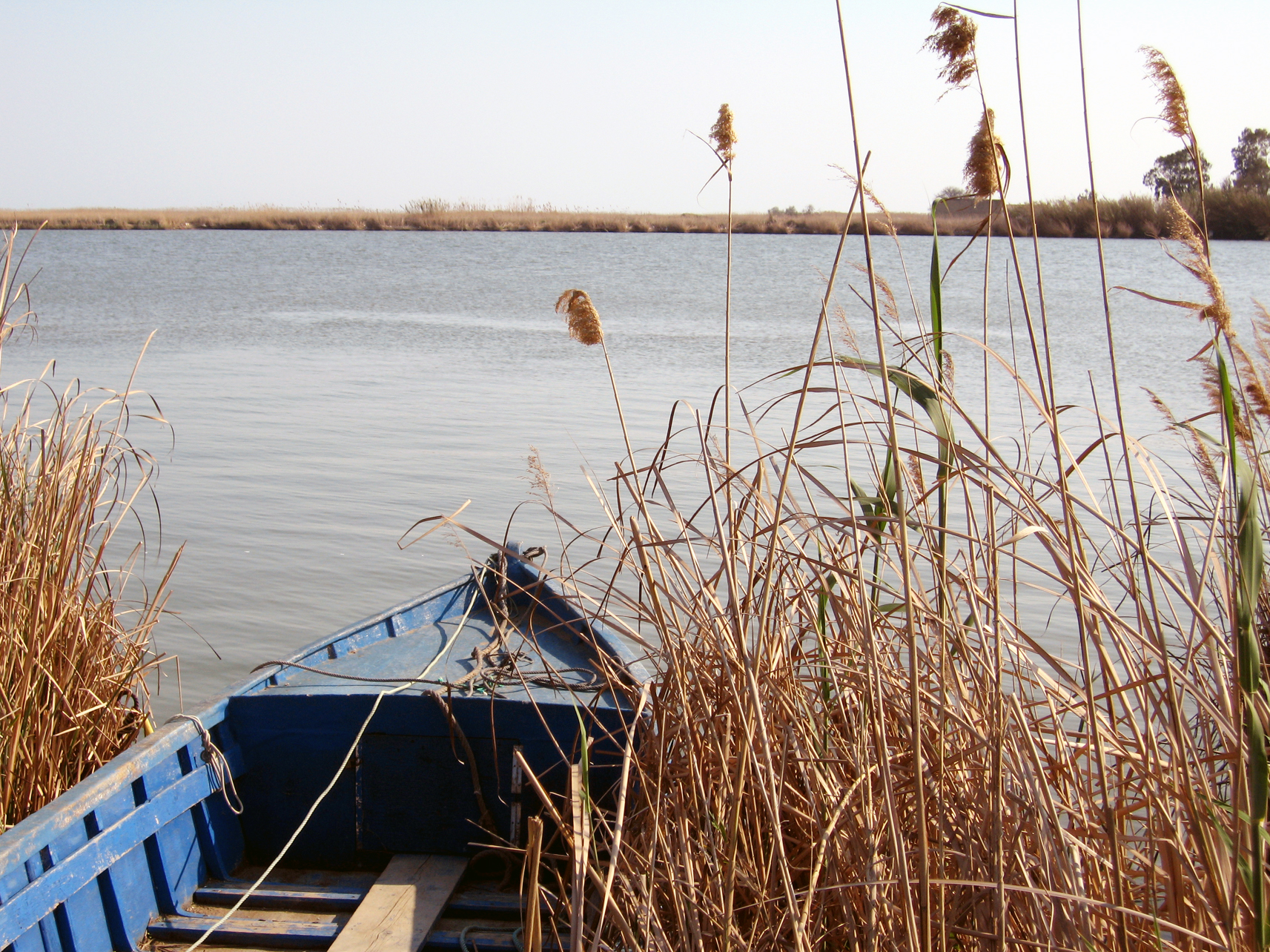
Desembocadura de l'Ebre

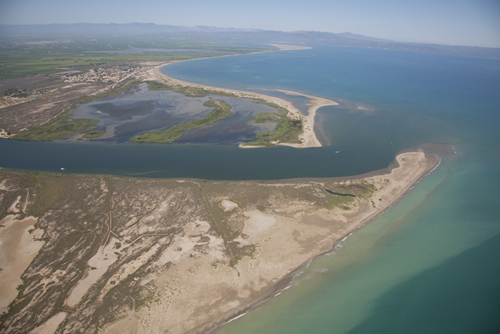
Fotografia aèria del riu Ebre al seu tram final desembocant a la mar Mediterrània pel delta de l'Ebre

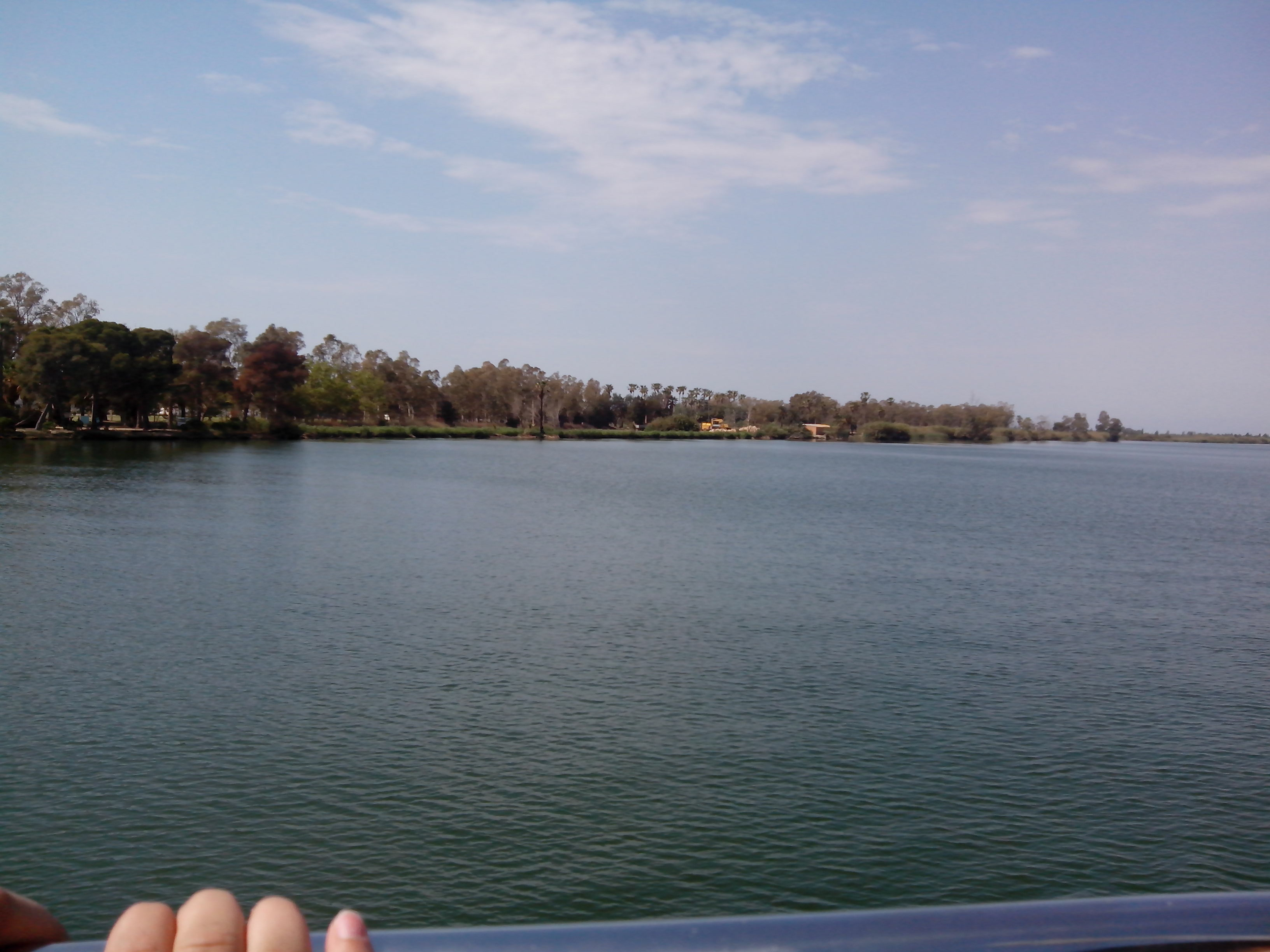
Riu Ebre des d'un vaixell

L'Ebre (castellà, basc i aragonès: Ebro; llatí: Hiberus Flumen; àrab: إبره, Ibruh) és el segon riu més cabalós de la península Ibèrica després del Duero, i l'únic gran riu peninsular que desguassa a la Mediterrània. Neix al vessant sud de la serralada Cantàbrica, des d'on segueix una trajectòria ESE amb una longitud d'uns 930 km i 83.093 km² de conca fins a la Mediterrània, on desemboca formant un delta ampli de 500 km².

## Etimologia
El nom està plenament documentat en les fonts antigues com a Ἴβηρος i Ἴβηρ en llengua grega, i Hiberhus i Iberus en llengua llatina. Tanmateix el seu origen no és clar. La teoria més acceptada afirma que el nom deriva d'Iber, antic hidrònim utilitzat pels pobles ibers abans de l'arribada dels grecs, que també va ser portat per un altre riu al sud de la península (identificat amb el riu Tinto, a la província de Huelva) que hauria donat nom a la península Ibèrica (Ιβηρία en grec, Hiberia i Iberia en llatí) i als pobles ibers (Ἴβηροι en grec, Hiberi i Iberi en llatí). L'etimologia d'aquests hidrònims ha estat relacionada amb els mots bascs ibar ('ribera' o 'marge del riu') i ibai ('riu'), i seria compartida pels noms d'altres rius com l'Ibor (afluent del Tajo a Càceres) i l'Íbias (afluent del riu Navia a Astúries). Aquesta etimologia és avalada pel Diccionari català-valencià-balear d'Alcover i Moll.
Una altra etimologia més dubtosa planteja que el mot deriva del grec antic Έβρος, que significaria 'ample' i que fonèticament sona "ebros". Aquesta teoria es fonamenta explicant que aquesta hauria sigut la primera designació que van donar-hi els grecs quan van arribar a la costa occidental mediterrània, cap al 575 aC, i van veure els 345 metres d'amplada màxima de la desembocadura de l'Ebre. Així doncs, diu que originàriament el terme Iberia, usat per a designar la totalitat de la península, derivaria d'una deformació del terme grec arcaic que designa l''ample i extens'. Tanmateix, aquesta teoria topa amb el fet que el nom grec del riu era Ἴβηρος i Ἴβηρ, com s'ha assenyalat més amunt, i no Έβρος, i que el mot grec per a 'ample' era εὐρυς. En l'antiguitat sí que va existir un riu anomenat Έβρος, l'Hebros, l'actual Maritsa a Tràcia.
Partint de la teoria etimològica del mot, tant sigui la relacionada amb els ibers com amb els grecs, el que és clar és que amb l'arribada dels romans l'Ebre s'anomenà en llatí Hiberus Flumen. Històricament, també s'ha anomenat Ibruh en àrab, derivat del mateix origen incert.

## Naixement
Tradicionalment, el seu naixement s'establia a la deu de Fontibre (del llatí Fontas Iberi, 'fonts de l'Ebre'), a Cantàbria, a 880 m d'altitud. Actualment es fixa a les fonts del riu Híjar, a la serra de Peña Labra, a Cantàbria, a 1.980 m (43°02′29″N 4°23′30″O / 43.04148333, -4.39154444), ja que l'aigua que brolla a Fontibre és una surgència de l'Híjar.

## Recorregut

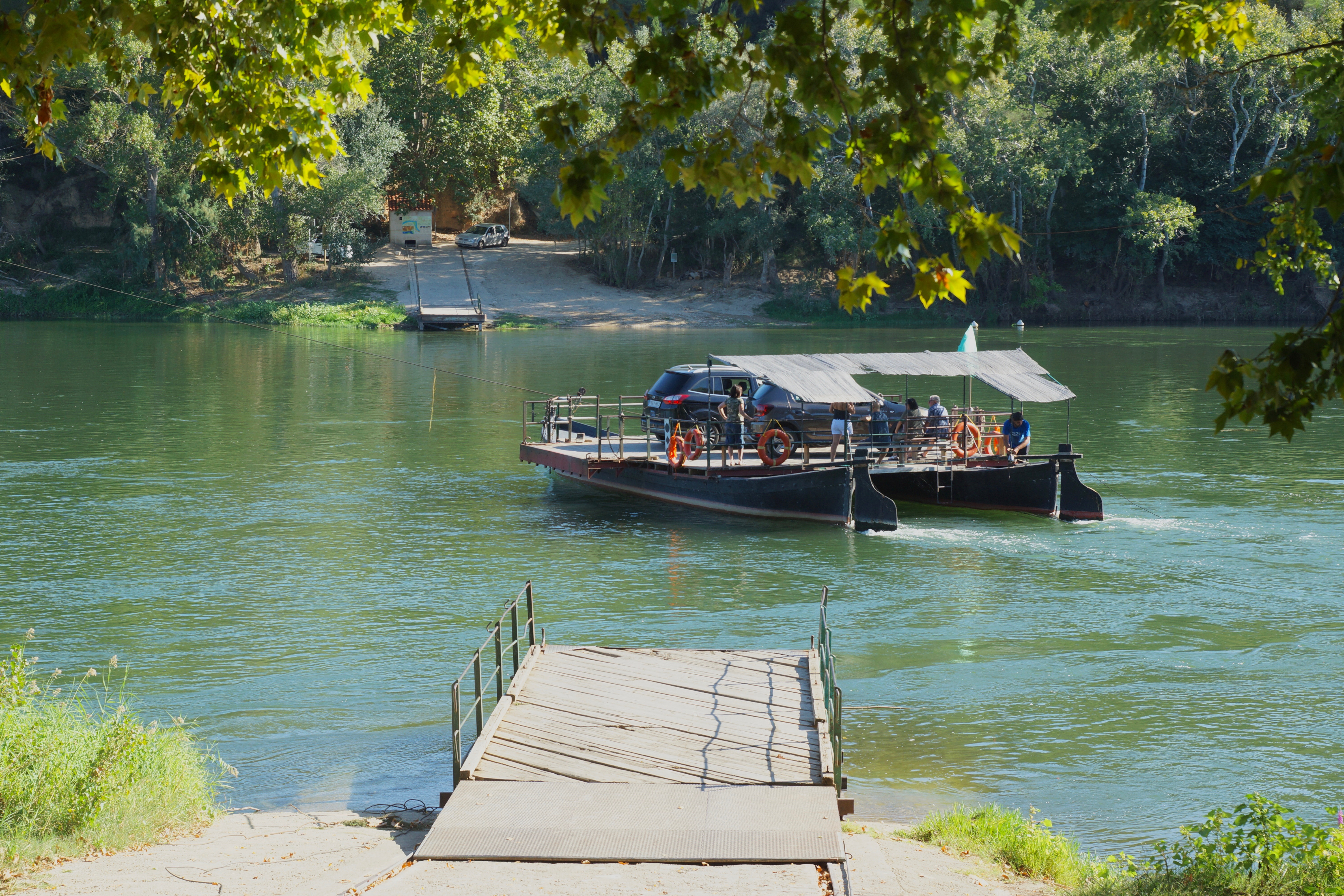
Pas de barca a Miravet

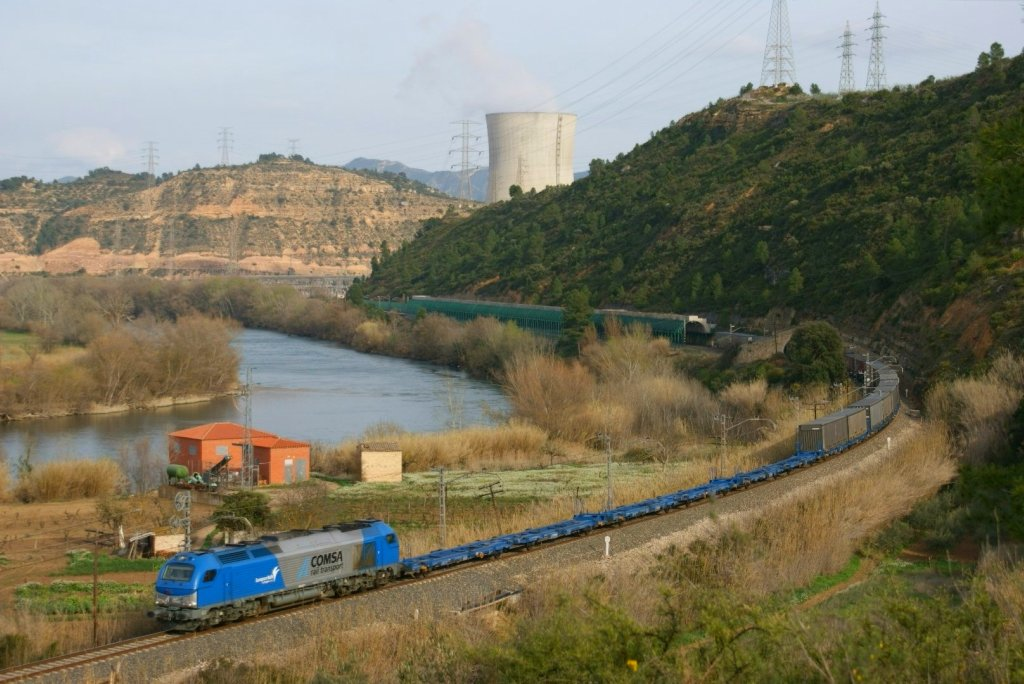
El tren paperer Silla → El Espartal al seu pas pel terme municipal de Flix amb la xemeneia de condensació de la nuclear d'Ascó de fons i vorejant el riu Ebre

Entre d'altres, l'Ebre passa per Reinosa, Miranda de Ebro, Haro, Logronyo, Calahorra, Alfaro, Tudela, Alagó, Saragossa, Casp, Mequinensa, Faió, Riba-roja d'Ebre, Flix, Ascó, Móra d'Ebre, Ginestar, Benifallet, Tivenys, Xerta, Aldover, Tortosa, Amposta, Sant Jaume d'Enveja i Deltebre. Al seu pas per terres de parla catalana dona nom a l'espai anomenat Terres de l'Ebre, unit per la parla (el tipus de català) i la història comuna vertebrada pel riu. L'Ebre va ser escenari d'una de les batalles més importants de la Guerra Civil espanyola. Entre les localitats d'El Cortijo (La Rioja) i Assa (Àlaba) es troba el pont Mantible, un pont romà sobre el riu.

## Delta i desembocadura o goles
Desemboca al mar Mediterrani al Parc Natural del Delta de l'Ebre, que va ser creat l'any 1983 per la Generalitat de Catalunya, als termes municipals de Deltebre (riba nord, a la comarca del Baix Ebre) i Sant Jaume d'Enveja (riba sud, a la comarca del Montsià, tot plegat a Tarragona), formant un gran delta on l'Illa de Buda parteix el corrent en dos braços principals (gola Nord i de Migjorn). La desembocadura de l'Ebre s'anomena, precisament, les Goles de l'Ebre. El delta de l'Ebre és la zona humida més important de Catalunya i la seva superfície total és de 7.736 hectàrees.

## Cabal
L'Ebre pateix les seves crescudes més freqüents a l'estació freda, d'octubre a març, tot i que de vegades s'allarguen al tram final fins al maig; les d'estació freda solen estar lligades al règim pluvial oceànic, mentre que les primaverals són fruit de la fossa de les neus dels Pirineus. Els estiatges es produeixen a l'estiu: de juliol a octubre, a Miranda de Ebro i de finals d'agost i primers de setembre a Tortosa.
Les seves aigües s'aprofiten en nombrosos punts per al regadiu mitjançant canals com l'Imperial, el Tauste i, al tram final, els canals de la Dreta i l'Esquerra de l'Ebre, que neixen a l'assut de Xerta. El seu cabal es regula pels embassaments de Mequinensa i Riba-roja. Aquests embassaments fan que actualment el delta de l'Ebre pateixi un fenomen de regressió, ja que aturen els sediments que haurien d'arribar a la desembocadura i, per tant, la mar va guanyant espai a la terra.

## Conca

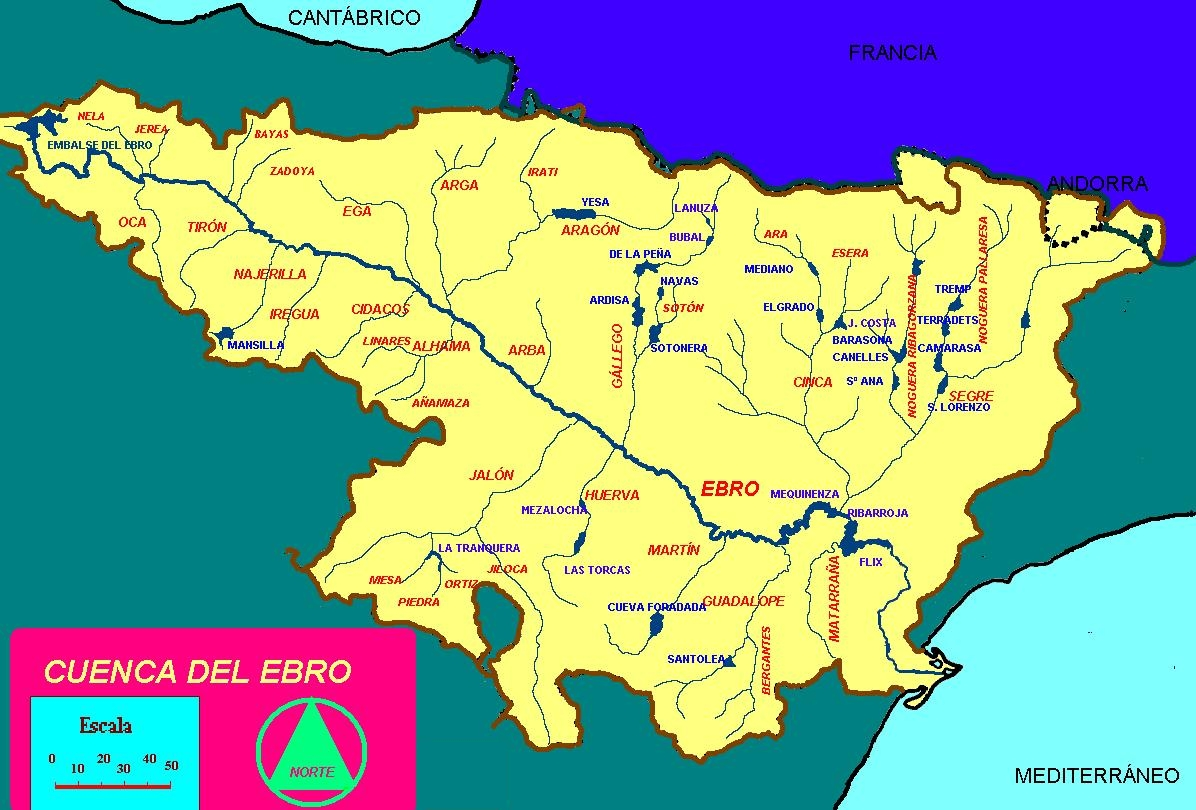
La conca de l'Ebre

L'origen de la conca de l'Ebre va ser la formació dels Pirineus que va produir, en compensació, l'enfonsament de la vall de l'Ebre. Els principals massissos muntanyosos que la delimiten són els Pirineus, al nord, el sistema Ibèric, al sud, i els Pics d'Europa al seu naixement. Recull les aigües dels rius del vessant meridional dels Pirineus (Arga, Aragó, Gàllego, Cinca i Segre) i del vessant NE de la serralada Ibèrica (Jalón, Jiloca, Guadalop, Matarranya). La conca s'estén per part de les comunitats autònomes de Cantàbria, Castella i Lleó, País Basc, La Rioja, Navarra, Aragó, Castella-La Manxa, País Valencià i Catalunya. També comprèn el Principat d'Andorra (445 km²) i petites parts de França (502 km², la major part a l'Alta Cerdanya).

## Afluents principals
| Pel marge esquerre - Nela 527 hm³/any - Jerea - Baias - Zadorra 592 hm³/any - Ega - Aragó 1.300 hm³/any, sense comptar l'aportament de l'Eska - Candanchú - Estarrún - Aragón Subordán - Veral - Eska - Onsella - Irati - Arga 250 hm³/any - Arba - Gàllego 1087 hm³/any - Aurín - Escarra - Caldares - Aguas Limpias Suporta el pantà de la Sarra - Guarga - Asabón - Sotón Suporta l'embassament de la Sotonera - Segre 6.356 hm³/any - Cinca - Valira - Ribera Salada - Cana - Siurana | Pel marge dret - Riu Híjar - Rudrón - Oca - Tirón - Oja - Najerilla - Daroca - Iregua - Puente Ra - Mayor - Piqueras - Arroyo Castejón - Arroyo San Pedro - Arroyo Tamborios - Barranco Urrilla - Leza - Jubera - Rabanera - Vadillos - Cidacos - Alhama - Añamaza - Linares - La Canejada - Queiles 20 hm³/any - Huecha 40 hm³/any - Jalón 551 hm³/any - Isuela - Aranda - Ribota - Jiloca - Pancrudo - Grío - Güeimil - Piedra - Nágima - Deza - Manubles - Huerva 35 hm³/any - Aguas Vivas 35 hm³/any - Moyuela - Martín 60 hm³/any - Guadalop 250 hm³/any - Bergantes - Guadalopillo - Matarranya 50 hm³/any - Algars - El Canaletes |

## Illes de l'Ebre
- Algira o Algesira.[4]
- Illa d'Audí.[5]
- Illa de Buda.[6]
- Illa de Cortès, municipi de Tortosa.[7]
- Illa de Gènova o illa de Sant Llorenç, on hi ha el barri de Ferreries (Tortosa).[8]
- Illa de Gràcia o illa d'en Gracià, al terme de Deltebre.[9]

## Transvasaments
Actualment, hi ha 8 transvasaments en funcionament, que són els següents:
- Ebre-Besaya: és reversible, data de 1982, comunica l'embassament de l'Ebre amb la conca del Saja-Besaya al nord. La seva funció és garantir el subministrament a l'àrea industrial de Torrelavega.
- Alto de Tornos-Capçalera del Cerneja (Nela): escassa entitat, abasteix petites poblacions de la conca del Nord de Santander (Cantàbria).
- Cerneja-Ordunte: situat al riu Cerneja, transvasa cabals de l'embassament d'Ordunte per abastir Bilbao, data de 1961.
- Zadorra-Arratia: situat a la capçalera del Zadorra, abasteix Bilbao amb el salt de Barazar.
- Alzania-Oria: situat a la capçalera del riu Alzania, afluent del riu Araquil, té escassa entitat, i es destina a la producció hidroelèctrica, data de 1927.
- Carol-Ariége: situat a França, aprofitament d'hidroelectricitat. Torna els cabals.
- Siurana-Riudecanyes: situat al riu Siurana, Tarragona, està destinat a usos agrícoles i urbans.
- Ebre-Camp de Tarragona: abastiment urbà i industrial de Tarragona, 55 hm3 el 1997.

L'únic transvasament que aporta aigua a l'Ebre és d'Araviana, que subministra aigua a Ólvega.

## Causes i conseqüències del transvasament
El PHN (Pla Hidrològic Nacional) és el que s'encarrega de la coordinació dels recursos hidrològics que conté cada conca. Es tracta d'una política hidràulica que es basa principalment a dur a terme transvasaments i embassaments a aquelles zones que siguin considerades deficitàries (zones poc humides i amb poca quantitat de precipitacions).
Aquest sistema hídric com ho és el PHN pot provocar diferents conseqüències a la conca de l'Ebre. Una conseqüència notable seria el descens de l'aigua a causa del transvasament (acció que afectaria la superfície del delta), entre d'altres, ja que també es podrien donar canvis greus en tot l'ecosistema fluvial deltaic.
El PHN preveu el transvasament de 1.050 hectòmetres cúbics a l'any del riu Ebre en direcció a les conques del Xúquer, Almeria i Barcelona.
Aquesta situació provocaria una alta taxa de salinització de les aigües provinents del riu Ebre que causaria en gran part la desaparició dels conreus de musclos, la desaparició també dels camps d'arròs i la producció de la sardina podria disminuir veritablement.
El riu Ebre té una zona de desembocadura al mar, cosa que fa que es barregi l'aigua tant dolça com salada (estuari), però en un cas gairebé excepcional, l'Ebre, tot i desembocar al mar, la majoria de la seva aigua és dolça, la qual es manté a la superfície del riu. En canvi, l'aigua salada, que també es filtra tot i que amb poca quantitat, es manté al flanc inferior del riu.
El transvasament a Catalunya afectava sobretot les comarques de l'Ebre, ja que suposava la transformació total de l'entorn i les explotacions agràries del delta de l'Ebre, així com una modificació dels seus estàndards mediambientals.
El biòleg Carlos Ibáñez, autor d'una tesi doctoral sobre el funcionament ecològic de l'estuari de l'Ebre, segons la qual la disminució del cabal d'aigua dolça derivada del transvasament del riu implicaria un augment de la penetració d'aigua salada a l'estuari i aquest fet comportaria cinc riscos principals: la salinització de la conca, la qual cosa degradaria els conreus; la regressió del delta, amb els perills que suposaria per a les zones naturals i agrícoles; la intrusió marina o, dit d'una altra manera, l'entrada d'aigua salada al riu amb la consegüent afectació dels cítrics i altres conreus propers (conreus d'arròs); la contaminació de l'aigua, que, entre altres coses, faria disminuir la pesca marina del delta i les pèrdues en riquesa biològica i en producció de les explotacions d'aqüicultura.
En el cas que el pla de la conca convocat pel Pla Hidrològic Nacional es dugués a terme, augmentaria la salinitat del delta, el qual no podria suportar l'escomesa del mar, i s'incrementaran els períodes d'anòxia, motiu que afectaria en gran part la biodiversitat del delta i el seu ecosistema natural.
També es donaria un notable canvi dels ecosistemes marins, englobant vegetació i fauna per influència de la reducció d'aigua dolça. En el cas de les badies i la producció pesquera a la plataforma continental, la badia dels Alfacs seria la més afectada en el seu funcionament ecològic, derivat dels canvis en l'aportació d'aigua dolça.
El fet que estigui compost tant d'aigua dolça com salada fa que la zona del delta de l'Ebre, incloses les seves bases, canals i llacunes que es componen també de l'aigua del riu, siguin molt riques en diversitat de fauna marina. Les famoses llacunes que envolten el delta (Tancada, Encanyissada, etc.) tenen aquesta barreja d'aigua, que fa que tinguin aquesta abundància d'animals marins, i per això el delta és un dels parcs excepcionals amb tanta varietat de fauna marina com diversitat vegetal. En el moment en què es duu a terme el transvasament, l'aigua dolça disminueix, òbviament, i fa que aquesta diversitat de fauna marina i vegetal es redueixi veritablement.
Segons el PHN, al riu Ebre li sobra l'aigua per traspassar, però això no té en compte les conseqüències que port aportar aquest transvasament: 
- La proliferació del fitoplàncton per un excés de nutrients és molt forta en un període de cabals baixos (període càlid), la qual cosa comporta una gran acumulació de matèria orgànica al fons de la falca salina, que implica un consum important d'oxigen (anòxia) a la falca salina, la qual cosa implica una desaparició total de vegetació i fauna aquàtiques.
- També una de les causes del transvasament seria la degradació del parc natural del Delta de l'Ebre, qüestió que provocaria una degradació infal·lible en tot el medi. El parc natural és un lloc amb una atracció turística del medi, fet que afectaria tant l'àmbit econòmic com cultural del delta.
- Segons el catedràtic en ecologia Narcís Prat, l'Ebre també pateix la problemàtica dels nous regadius previstos en el pla de la conca: “la salinització de l'aigua serà encara més elevada”. Això afectaria l'arròs del delta, ja que “seria més car produir-lo”.[16]

Els arrossaires es preocuparen per la possible reducció del cabal del riu Ebre a causa del transvasament. Per això estan en procés de dur a terme un projecte de disseny d'un sensor que permeti mesurar la salinitat del sòl del conreu, per protegir amb eficàcia els conreus.
Els pagesos són conscients que la conca de l'Ebre no està gens sobrada d'aigua i qualsevol cosa que permeti reduir el consum d'aigua és positiva, com és el projecte del sensor.